# Demons
«Demons» (с англ. — «Демоны») — песня американской альтернативной рок группы Imagine Dragons. Написанная Imagine Dragons и Алекс Да Кидом, который так же является продюсером трека. Песня вошла в их мини-альбом Continued Silence и дебютный студийный альбом Night Visions.
Песня имела коммерческий успех, став вторым синглом группы, попавшим в первую десятку. Сингл провел двенадцать недель в первой десятке Billboard Hot 100. В течение двух лет после его выпуска в США было продано более 4,1 миллиона копий. Она стала восьмой самой скачиваемой песней в истории рока. Песня также имела умеренный коммерческий успех во всем мире, войдя в чарты в нескольких странах. Она получила премии MuchMusic Video Award и iHeartRadio.

## Музыкальный клип
Клип был выпущен 7 мая 2013 года и снят в Лас-Вегасе, штат Невада. В нем изображены герои с личными трудностями, скорбящая дочь, человек с синдромом Марфана, который смотрит на себя в зеркало, жертва жестокого обращения родителей и ветеран войны. Смысл его заключается в том, что большинство не видит то, что скрывается за надетой маской. Клип заканчивается посвящением Тайлеру Робинсону (1995—2013), поклоннику группы, который умер в возрасте 17 лет в марте 2013 года после борьбы с раком.
20 июля 2022 года Клип набрал 1 000 000 000 просмотров на YouTube

## Трек-лист
| №  | Название                           | Длительность |
| -- | ---------------------------------- | ------------ |
| 1. | «Demons» (Imagine Dragons Remix)   | 3:16         |
| 2. | «Demons» (KIDinaKORNER Remix)      | 3:19         |
| 3. | «Demons» (Dzeko & Torres Remix)    | 3:51         |
| 4. | «Demons» (Acoustic Live in London) | 3:07         |
| 5. | «Demons» (Music Video)             | 3:56         |

## Участники записи
- Дэн Рейнольдс - вокал
- Уэйн Сермон - гитара, бэк-вокал
- Бен Макки - клавишные, бас-гитара, бэк-вокал
- Дэн Платцман - ударные, бэк-вокал

## Чарты
| Чарт (2013–14)                               | Лучшая позиция |
| -------------------------------------------- | -------------- |
| Австралия (ARIA)                             | 11             |
| Австрия (Ö3 Austria Top 40)                  | 7              |
| Бельгия/Фландрия (Ultratip Bubbling Under)   | 2              |
| Бельгия/Валлония (Ultratip Bubbling Under)   | 5              |
| Канада (Billboard Canadian Hot 100)          | 4              |
| Канада (Billboard AC)                        | 3              |
| Канада (Billboard CHR/Top 40)                | 3              |
| Канада (Billboard Hot AC)                    | 1              |
| Канада (Billboard Rock)                      | 7              |
| Чехия (Singles Digitál Top 100)              | 9              |
| Франция (SNEP)                               | 15             |
| Германия (GfK)                               | 15             |
| Ирландия (IRMA)                              | 11             |
| Италия (FIMI)                                | 5              |
| Нидерланды (Single Top 100)                  | 27             |
| Новая Зеландия (Recorded Music NZ)           | 12             |
| Польша (Polish Airplay Top 100)              | 5              |
| Шотландия (OCC Scotland)                     | 11             |
| Словакия (Rádio — Top 100)                   | 7              |
| Словакия (Singles Digitál Top 100)           | 23             |
| Испания (PROMUSICAE)                         | 26             |
| Швеция (Sverigetopplistan)                   | 7              |
| Швейцария (Schweizer Hitparade)              | 8              |
| Великобритания (OCC UK Singles)              | 13             |
| США (Billboard Hot 100)                      | 6              |
| США (Billboard Adult Contemporary)           | 11             |
| США (Billboard Adult Pop Airplay)            | 2              |
| США (Billboard Dance/Mix Show Airplay)       | 17             |
| США (Billboard Hot Rock & Alternative Songs) | 2              |
| США (Billboard Pop Airplay)                  | 1              |
| США (Billboard Rhythmic)                     | 34             |
| США (Billboard Rock & Alternative Airplay)   | 2              |

| Чарт (2013)                            | Позиция |
| -------------------------------------- | ------- |
| Canada (Canadian Hot 100)              | 54      |
| Denmark (Tracklisten)                  | 43      |
| New Zealand (Recorded Music NZ)        | 39      |
| US Billboard Hot 100                   | 62      |
| US Adult Alternative Songs (Billboard) | 14      |
| US Adult Top 40 (Billboard)            | 50      |
| US Alternative Songs (Billboard)       | 5       |
| US Hot Rock Songs (Billboard)          | 8       |
| US Rock Airplay (Billboard)            | 6       |

| Чарт (2014)                          | Позиция |
| ------------------------------------ | ------- |
| Canada (Canadian Hot 100)            | 17      |
| Germany (Official German Charts)     | 57      |
| Italy (FIMI)                         | 7       |
| Poland (ZPAV)                        | 16      |
| UK Singles (Official Charts Company) | 87      |
| US Billboard Hot 100                 | 23      |
| US Adult Contemporary (Billboard)    | 21      |
| US Adult Top 40 (Billboard)          | 22      |
| US Alternative Songs (Billboard)     | 23      |
| US Hot Rock Songs (Billboard)        | 6       |
| US Mainstream Top 40 (Billboard)     | 35      |
| US Rock Airplay (Billboard)          | 13      |

## Сертификации
| Регион | Сертификация       | Продажи    |
| --- | ------------------ | ---------- |
| Австралия (ARIA) | 6× Платиновый      | 420 000    |
| Австрия (IFPI Austria) | Платиновый         | 30 000*    |
| Бразилия (ABPD) | 4× Бриллиантовый   | 1 000 000  |
| Канада (Music Canada) | 8× Платиновый      | 640 000    |
| Дания (IFPI Danmark) | 3× Платиновый      | 270 000    |
| Германия (BVMI) | 3× Золотой         | 450 000    |
| Италия (FIMI) | 5× Платиновый      | 250 000    |
| Мексика (AMPROFON) | Платиновый+Золотой | 90 000*    |
| Новая Зеландия (RMNZ) | Платиновый         | 15 000*    |
| Норвегия (IFPI Norway) | 2× Платиновый      | 20 000*    |
| Португалия (AFP) | 6× Платиновый      | 60 000     |
| Испания (PROMUSICAE) | 4× Платиновый      | 240 000    |
| Швеция (GLF) | 4× Платиновый      | 160 000    |
| Швейцария (IFPI Switzerland) | Золотой            | 15 000^    |
| Великобритания (BPI) | 4× Платиновый      | 2 400 000  |
| США (RIAA) | 12× Платиновый     | 12 000 000 |
| Стриминг |                    |            |
| Дания (IFPI Danmark) | 2× Платиновый      | 5 200 000  |
| * Данные о продажах приведены только на основе сертификации. · ^ Данные о тиражах приведены только на основе сертификации. · Данные о продажах + прослушиваниях приведены только на основе сертификации. · Данные только о прослушиваниях приведены на основе сертификации. |                    |            |